# Siergiej Gorszkow
Siergiej Gieorgijewicz Gorszkow, ros. Сергей Георгиевич Горшков (ur. 13 lutego?/26 lutego 1910 w Kamieńcu Podolskim, zm. 13 maja 1988 w Moskwie) – radziecki dowódca wojskowy, Admirał floty Związku Radzieckiego (1967), dowódca Floty Czarnomorskiej (1951–1955), dowódca Marynarki Wojennej ZSRR – zastępca ministra obrony ZSRR (1956–1985), dwukrotny Bohater Związku Radzieckiego (1965, 1982), członek Komitetu Centralnego KPZR, deputowany do Rady Najwyższej ZSRR od 4. do 11. kadencji.

## Życiorys
Urodzony w rodzinie nauczycielskiej. Rozpoczął służbę w marynarce w 1927. Po ukończeniu Szkoły Marynarki Wojennej w Leningradzie w latach 1931–1932 dowodził wieloma okrętami na Morzu Czarnym. W latach 1932–1939 służył we Flocie Oceanu Spokojnego. W 1937 ukończył kurs dowódczo minerski, w 1941 Wyższe Kursy Akademickie w Akademii Marynarki Wojennej ZSRR.
W czasie II wojny światowej, w 1939 dowódca Brygady Torpedowców, od 1940 dowódca Brygady Krążowników we Flocie Czarnomorskiej, w 1941 walczył w obronie Odessy, od października 1941 był dowódcą Flotylli Azowskiej. Od listopada 1942 był zastępcą dowódcy obrony rejonu Noworosyjska, czasowo dowódcą 47 Armii, uczestniczył w obronie Kaukazu. W latach 1943–1944 pełnił służbę jako dowódca Flotylli Azowskiej, uczestniczył w wyzwoleniu Półwyspu Tamańskiego i Krymu. Od kwietnia 1944 był dowódcą Flotylli Dunajskiej, uczestniczył w walkach na terenie Ukrainy, Rumunii, Bułgarii i Węgier.
Od stycznia 1945 pełnił służbę jako dowódca eskadry we Flocie Czarnomorskiej. W latach 1948–1951 był szefem sztabu Floty Czarnomorskiej, a następnie jej dowódcą w latach 1951–1955. Mianowany admirałem w 1953. Od czerwca 1955 do stycznia 1956 I zastępca dowódcy Marynarki Wojennej ZSRR, później objął stanowisko naczelnego dowódcy Marynarki Wojennej ZSRR – zastępcy ministra obrony ZSRR.
Doprowadził do rozbudowy radzieckich sił morskich w latach 60. Forsował program rozbudowy radzieckiej floty podwodnej, wyposażonej w okręty o napędzie atomowym, posiadające wyrzutnie rakiet z głowicami jądrowymi i wodorowymi. Na tych siłach chciał opierać radziecką strategię na wypadek ewentualnego konfliktu zbrojnego z Zachodem.
Od 1956 był kandydatem na członka Komitetu Centralnego KPZR, a od 1961 – członkiem KC. Deputowany do Rady Najwyższej ZSRR od 4. do 11. kadencji. W 1986 w Grupie Generalnych Inspektorów ministerstwa obrony ZSRR (tzw. rajska grupa).
Autor wydanej w 1976 roku pracy teoretycznej „Potęga morska współczesnego państwa”. Polskie wydanie ukazało się w roku 1979.

## Odznaczenia
- Medal „Złota Gwiazda” Bohatera Związku Radzieckiego – dwukrotnie (7 maja 1965, 21 grudnia 1982)
- Order Lenina – siedmiokrotnie
- Order Rewolucji Październikowej
- Order Czerwonego Sztandaru – czterokrotnie
- Order Uszakowa I klasy
- Order Kutuzowa I stopnia,
- Order Uszakowa II klasy
- Order Wojny Ojczyźnianej I klasy
- Order Czerwonej Gwiazdy
- Order „Za służbę Ojczyźnie w Siłach Zbrojnych ZSRR” III stopnia
- Medal 100-lecia urodzin Lenina
- Medal „Za obronę Odessy”
- Medal „Za obronę Kaukazu”
- Medal „Za zdobycie Budapesztu”
- Medal „Za wyzwolenie Belgradu”
- Medal „Za zwycięstwo nad Niemcami w Wielkiej Wojnie Ojczyźnianej 1941–1945”
- Medal jubileuszowy „Dwudziestolecia zwycięstwa w Wielkiej Wojnie Ojczyźnianej 1941–1945”
- Medal jubileuszowy „Trzydziestolecia zwycięstwa w Wielkiej Wojnie Ojczyźnianej 1941–1945”
- Medal jubileuszowy „Czterdziestolecia zwycięstwa w Wielkiej Wojnie Ojczyźnianej 1941–1945”
- Medal „Weteran Sił Zbrojnych ZSRR”
- Medal jubileuszowy „30 lat Armii Radzieckiej i Floty”
- Medal jubileuszowy „40 lat Sił Zbrojnych ZSRR”
- Medal jubileuszowy „50 lat Sił Zbrojnych ZSRR”
- Medal jubileuszowy „60 lat Sił Zbrojnych ZSRR”
- Medal „W upamiętnieniu 250-lecia Leningradu”
- Nagroda Leninowska (1985)
- Nagroda Państwowa ZSRR (1980)
- Krzyż Komandorski z Gwiazdą Orderu Odrodzenia Polski (PRL, 1968)[1]

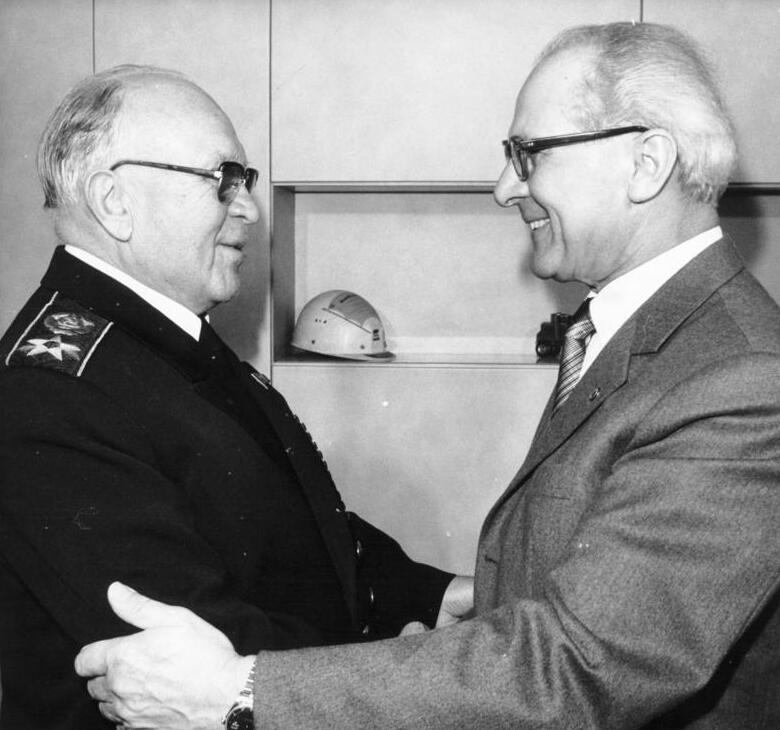
1980, z Erichem Honeckerem

- I inne